# Erna
 (signalé en mai 2025).
Si vous disposez d'ouvrages ou d'articles de référence ou si vous connaissez des sites web de qualité traitant du thème abordé ici, merci de compléter l'article en donnant les références utiles à sa vérifiabilité et en les liant à la section « Notes et références ».
- Archive Wikiwix
- Bing
- Cairn
- DuckDuckGo
- E. Universalis
- Gallica
- Google
- G. Books
- G. News
- G. Scholar
- Persée
- Qwant
- (zh) Baidu
- (ru) Yandex
- (wd) trouver des œuvres sur Wikidata

Erna signifie « Gaie ».
Dans la mythologie nordique, Erna était la fille d'un capitaine, Hersir. Elle est l’épouse de Jarl, fils du Dieu Rig et de Modir, ils eurent onze fils, les ancêtres des guerriers dans la société nordique.